# Hanggaroru
Hanggaroru is een bestuurslaag in het regentschap Oost-Soemba van de provincie Oost-Nusa Tenggara, Indonesië. Hanggaroru telt 1309 inwoners (volkstelling 2010).